# کن نورمن
کن نورمن (انگلیسی: Ken Norman؛ زادهٔ ۵ سپتامبر ۱۹۶۴) بازیکن بسکتبال اهل ایالات متحده آمریکا است. از باشگاه‌هایی که در آن بازی کرده‌است می‌توان به آتلانتا هاوکس، میلواکی باکس، و لس آنجلس کلیپرز اشاره کرد.